# Campo Real (Jalisco)
Campo Real es una localidad del estado mexicano de Jalisco. Es parte del municipio de Zapopan.

## Demografía
| Censo | Población |
| ----- | --------- |
| 2010  | 2 017     |
| 2020  | 6 936     |